# Fintar o Destino
Fintar o Destino (dt. etwa: Das Schicksal umdribbeln) ist ein Film des portugiesischen Regisseurs Fernando Vendrell aus dem Jahr 1998.

## Handlung
Der 50-jährige Mané lebt sein ruhiges Leben in Mindelo als Kneipenwirt und Jugendfußballtrainer auf der afrikanischen Atlantikinsel Kap Verde. Inmitten einer fußballbegeisterten Gesellschaft wird er täglich an seine Vergangenheit als erfolgreicher Torwart erinnert. Dabei nimmt die frühere Bewunderung für ihn stetig ab. Er trauert daher immer stärker seiner verpassten Chance nach, damals nicht zu Benfica Lissabon in den Profisport gewechselt zu sein. In dem jungen Kalu in der von ihm trainierten Mannschaft sieht er ein Talent, dem er einen Wechsel zu Benfica ermöglichen möchte. Schließlich macht er sich, gegen den Willen seiner Frau, erwartungsvoll auf die Reise nach Lissabon. Er will dort nicht nur seinen entfremdeten Sohn, sondern zum einen seinen Verein Benfica anlässlich eines Finalspiels besuchen, und zum anderen auch die Chancen für Kalu im Verein ausloten. Zudem drängt es ihn, dort einen ehemaligen Sportkameraden ausfindig zu machen, der sich damals, anders als er selbst, für einen Wechsel zu Benfica entschieden hatte. Mit unterschiedlichen Eindrücken kehrt er ernüchtert nach Mindelo zurück.

## Rezeption
Der Film war der erste einer Reihe von Filmen des Regisseurs, die sich mit dem portugiesischsprachigen Afrika beschäftigen. Das Augenmerk dieses Films liegt nicht so sehr auf den Problemen vor Ort, sondern auf den Charakteren und ihren unterschiedlichen Ansichten und Erwartungen an das Leben, ihrer Fußballbegeisterung, und ihrem unterschiedlichen Umgang mit verpassten Chancen und dem Älterwerden.
Der Film gewann verschiedene Preise, u. a. eine Nennung in der Panoramasektion der Berlinale 1998 und den Jurypreis beim Fantasporto-Filmfestival im gleichen Jahr. Auch die internationale Kritik lobte den Film, darunter die New York Times, die die „emotionale Intelligenz, die glaubwürdigen Darstellungen, eine lebendige Erzählung über verlorene Träume“ und den „schönen Soundtrack“ hervor hob.
2007 erschien der Film in Portugal als DVD im portugiesischsprachigen Original mit portugiesischen, englischen und französischen Untertiteln.